# Стеценко, Борис Владимирович
Стеценко Борис Владимирович (1 октября 1935, Лещин — 5 ноября 2007) — советский шахтёр, бригадир проходчиков шахты «Ленинская» комбината «Свердловантрацит» Министерства угольной промышленности Украинской ССР, город Свердловск Луганской области, Герой Социалистического Труда (1971).

## Биография
Родился 1 октября 1935 года в селе Лещин Трояновского района Житомирской области в семье колхозников. 
Отец погиб в годы ВОВ, мать работала в колхозе и одна обеспечивала семью. В 1952 году после окончания 8 классов работал в родном колхозе. В 1953 году Б. В. Стеценко приехал в село Голубовка Кадиевского района Луганской области, где окончил горнопромышленное училище № 28 и начал трудовую деятельность в качестве проходчика в шахтоуправлении «Должанское-Южное» треста «Свердловуголь». С декабря 1956 года вся его трудовая жизнь на протяжении тридцати восьми лет была связана с шахтой «Ленинская» ПО «Свердловантрацит», где работал в шахтоуправлении № 72-74 рабочим очистного забоя, проходчиком, а с ноября 1971 года — бригадиром проходчиков шахтоуправления «Ленинское».
Умер 5 ноября 2007 года.

## Награды и звания
В 1970 году свердловчане досрочно завершили план восьмой пятилетки. Бригадиру проходчиков Б. В. Стеценко было присвоено звание Героя Социалистического Труда. В 1975 году на шахте «Ленинская» был освоен немецкий струговый комплекс «Вестфалия-Люнел» с механизированными крепями К-11. Тогда высоких показателей в труде при прохождении подготовительных выработок добился участок подготовительных работ, бригадиром проходчиков которых работал Б. В. Стеценко. Награждён: двумя орденами Трудового Красного Знамени, орденом Ленина, золотой медалью «Серп и Молот», удостоен знаков «Шахтерская Слава» трёх степеней, медалями «За трудовую доблесть».